# Rio Hwang
O rio Hwang (hangul: 황강; hanja: 黃江; rr: Hwang-gang) é um dos principais afluentes do rio Nakdong, fluindo através de Gyeongsang do Sul, no sudeste da Coreia do Sul. Origina-se em Geochang, a partir da união de vários riachos que fluem nas encostas do Deogyusan e deságua no Nakdong em Hapcheon. O rio possui um comprimento total de 116,9 km.
O nome significa, literalmente, "amarelo", e refere-se à areia amarela encontrada ao longo do curso do rio.